# Оглоблин, Дмитрий Игоревич

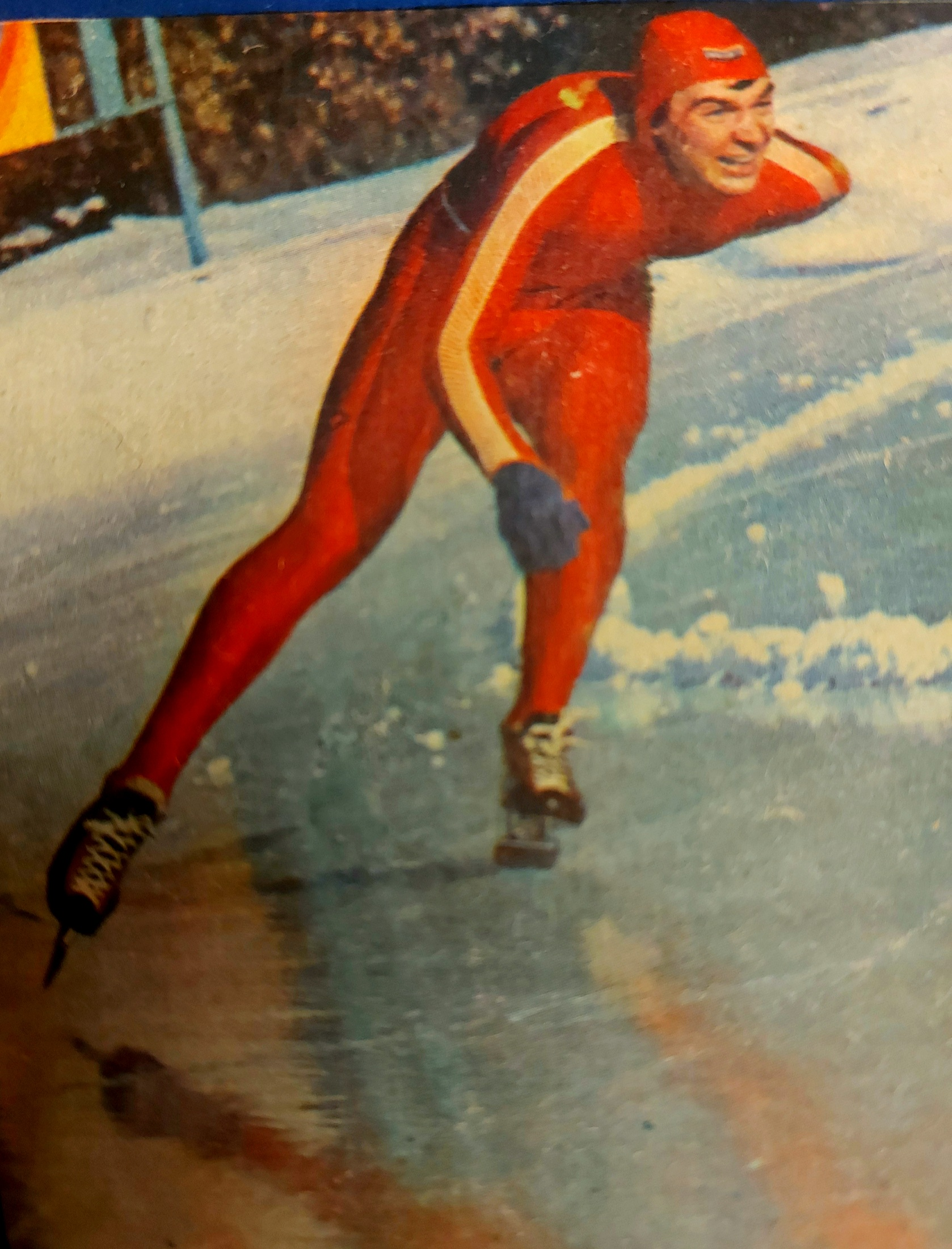
Оглоблин Дмитрий Игоревич

Дми́трий И́горевич Огло́блин (род. 24 февраля 1956; Свердловск-45, Свердловская область, СССР) — советский конькобежец, мастер спорта международного класса, участник зимней Олимпиады 1980 года. Кандидат технических наук, доцент.

## Биография
Дмитрий Оглоблин родился 24 февраля 1956 года в городе Свердловск-45 (ныне — Лесной) Свердловской области СССР. В 1973 году окончил среднюю школу с золотой медалью, а также с отличием закончил музыкальную школу по классу фортепьяно. После окончания школы поступил в Московское высшее техническое училище им. Н. Э. Баумана. Архивная копия от 16 мая 2021 на Wayback Machine
В 1979 году установил мировой рекорд на дистанции 3000 метров на Медео, показав время 4:04.06.  В следующем году установил мировой рекорд на дистанции 10 000 метров на Медео с временем 14: 26.71. 